# 중국의 축제
다음은 중국의 축제들이다.

## 하얼빈 빙설제
하얼빈 빙설제(합이빈빙설제)는 매년 1월 5일에서 2월 5일 사이에 열리는 눈과 얼음의 축제이다. 1985년 제1회 하얼빈빙설제[哈爾濱氷雪祭]가 열리면서부터 하얼빈 빙설제는 지금까지 매년 개최되고 있다. 쑹화강 북쪽에 있는 타이양다오공원[太陽島公園]에서 개최되며, 이곳에서는 눈으로 만든 조각품을 전시한다. 새하얀 눈으로 세계의 유명한 건축물을 조각해 전시한다.눈이 충분히 내리지 않을 경우에는 인공 눈을 만들어 행사를 개최하기도 한다.

## 칭다오 국제 맥주 축제
칭다오 국제 맥주 축제는 매년 8월 둘째주 주말부터 16일 간 칭다오에서 개최되는 이 축제는 칭다오 맥주는 물론 전 세계 각국의 다양한 맥주를 마실 수 있고, 다양한 무대 공연과 전시 및 이벤트, 놀이 체험 행사가 있어 술이 약한 사람과 어린이들도 함께 즐길 수 있다.1991년에 시작되어 지금까지 이어져 온 이 축제는 아시아 최고의 맥주 축제로 꼽히며 중국인은 물론 세계 각국의 관광객들이 즐겨 찾는 축제로 자리 잡았다.

## 정저우 소림사 무술 축제
정저우 소림사 무술 축제(鄭州國際少林武術節)매년 10월 중 하순에 열리는 정저우 소림사 무술 축제는 소림 무술로 유명한 소림사가 위치한 정저우(鄭州)에서 축제가 열린다.무술 시합, 무술 공연을 중심으로 정저우 소림 무술과 문화를 체험할 수 있는 다양한 프로그램으로 구성된다. 특히 무술 축제의 꽃이라고 할 수 있는 무술 시합에는 전 세계 각국에서 모인 천여 명의 무술 고수들이 실력을 겨루며 최고를 가린다.